# Rolf Graf
Rolf Graf, nacido el 19 de agosto de 1932 en Unterentfelden, es un ciclista profesional suizo ya retirado. Profesional de 1952 a 1963, ha sido tres veces campeón de Suiza en ruta en 1956, 1959 y 1962. En la Vuelta a Suiza, ganó la edición de 1956 así como seis etapas en todas sus demás participaciones.
Disputó seis Tour de Francia : abandono en 1954, 1955 y 1957, 21º en 1959, 70.º en 1960 y 60.º en 1961. En estas seis participaciones consiguió un total de tres etapas: en el Tour de Francia 1959, la 12.ª etapa entre Saint-Gaudens y Albi y la 19.ª etapa entre Saint-Vincent y Annecy, después en el Tour de Francia 1960 la 19.ª etapa entre Pontarlier y Besançon. 

## Palmarés
| 1954 - Gante-Wevelgem 1955 - 1 etapa del Tour de Romandía - Gran Premio de Lugano (contrarreloj) 1956 - Campeón de Suiza en ruta - Vuelta a Suiza, más 2 etapas - Trofeo Baracchi (con André Darrigade) - 1 etapa de la Roma-Nápoles-Roma 1957 - 1 etapa de la Vuelta a Suiza 1959 - 1 etapa del Tour de Romandía - 1 etapa del Giro de Italia - 1 etapa de la Vuelta a Suiza - Campeón de Suiza en ruta - 2 etapas del Tour de Francia | 1960 - 1 etapa del Tour de Francia - 2.º en el Campeonato de Suiza en Ruta 1961 - 2 etapas de la Vuelta a Suiza - 2.º en el Campeonato de Suiza en Ruta 1962 - Campeón de Suiza en ruta - Gran Premio de Lugano (contrarreloj) - 1 etapa del Tour de Romandía |